# نظام المدينة (قانون)

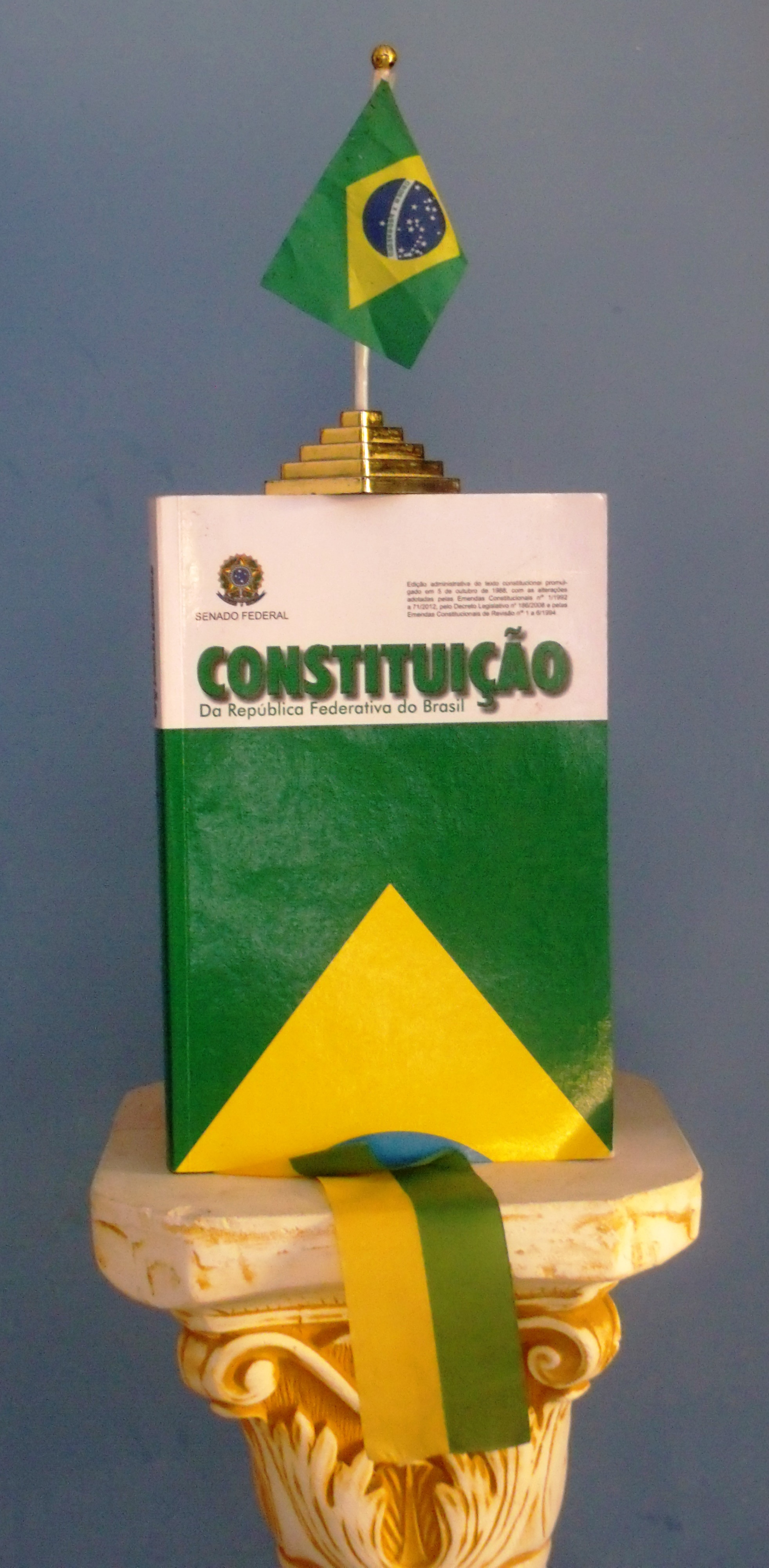
دستور البرازيل عام 1988

نظام المدينة (بالبرتغالية: Estatuto da Cidade) هو (القانون 10.257) قانون اتحادي تم تمريره في البرازيل في عام 2001 يبني على الدستور الفيدرالي للبرازيل لإنشاء نظام حضري قانوني جديد لتوفير الوصول إلى الأراضي والمساواة في المدن الحضرية الكبيرة. يقوم على فكرة الحق في المدينة وظهر نتيجة سنوات عديدة من النضال الشعبي.
القانون له وظيفتان رئيسيتان. الأولى هي ضمان وضع «الوظيفة الاجتماعية» للأراضي والمباني الحضرية قبل قيمتها التجارية. وقد تم تعريف ذلك على أنه «إعطاء الأولوية لقيمة الاستخدام على قيمة التبادل». والثانية هي ضمان «إدارة ديمقراطية للمدينة». وقد تم تعريف هذا على أنه «مسار لتخطيط المدن وإنتاجها وتشغيلها وحكمها الخاضعة للرقابة الاجتماعية والمشاركة».

## الانتقادات
وقد قيل إنه على الرغم من أن التشريع مناصر للفقراء، إلا أن الجهات الفاعلة النخبة تمكنت من استخدام سلطتها للعمل بطريقة لا تزال تفضل مصالح النخبة.